# The Whispering Star
The Whispering Star, è un film del 2015 diretto da Sion Sono.

## Trama
Gli umani sono ormai una specie in via di estinzione e l`80% della popolazione è composta da robot. Machine ID 722 Yoko Suzuki è un`androide il cui compito è quello di consegnare pacchi agli umani dispersi nella galassia: si tratta di oggetti comuni, come una matita, un cappello o un abito, ma per chi li riceve rappresentano qualcosa di più, sono il ricordo di qualcosa che è andato perduto, capace di far battere loro il cuore.

## Distribuzione
Il film è stato distribuito in Italia a partire dal 3 ottobre del 2017, senza passare per le sale cinematografiche, direttamente in home video per conto della CG Entertainment.

## Riconoscimenti
- 2015 - Toronto International Film Festival
  - Miglior film a Sion Sono